# Fridene församling
Fridene församling var en församling i Skara stift och i Hjo kommun. Församlingen uppgick 2010 i Korsberga-Fridene församling.

## Administrativ historik
Församlingen har medeltida ursprung. 
Församlingen var länge annexförsamling i pastoratet Fröjered, Korsberga och Fridene för att från 1998 ingå i Hjo pastorat. Församlingen uppgick 2010 i Korsberga-Fridene församling.

## Kyrkor
- Fridene kyrka